# Ace Austin
Austin James Highley (ur. 28 lutego 1997 w Atlantic City) – amerykański wrestler lepiej znany pod pseudonimem ringowym Ace Austin.

## Kariera wrestlera
Posługuje się pseudonimem Ace Austin Highley, często skracanym do Ace Austin. Impact Wrestling opisuje jego gimmick jako nieznośny i pewny siebie. Preferowany przez niego styl to High-flyer. 
Karierę zaczynał jako jobber w Combat Zone Wrestling, okazjonalnie pracując też w Dojo Wars. W World Xtreme Wrestling C4 zdobył swoje pierwsze mistrzostwo, WXW Ultimate Hybrid Championship.
W 2019 roku, niecały rok po dołączeniu do organizacji wrestlingu Impact Wrestling zdobył mistrzostwo Impact X Division Championship, pokonując czterech innych przeciwników w walce typu Ladder match na gali Bound for Glory. Tracił mistrzostwo i odzyskiwał dwukrotnie. Ostatni raz sięgnął po pas Impact X Division Championship w 2022 roku na gali Rebellion, pokonując Trey’a Miguela i Mike’a Baileya. W tym samym roku dołączył do jednej z największych stajni w wrestlingu, Bullet Club.